# Toby Wilkinson

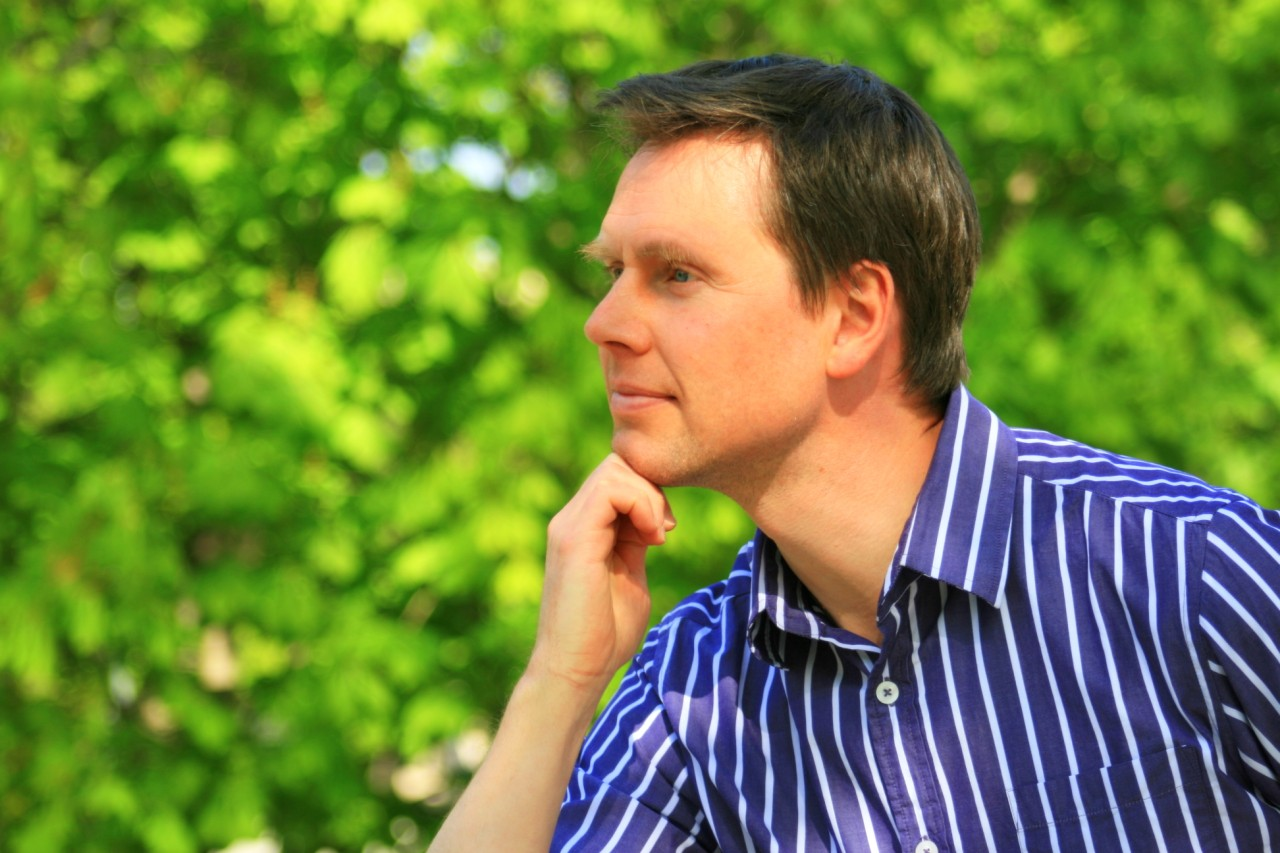
Toby Wilkinson

Toby A. H. Wilkinson (* 1969) ist ein britischer Ägyptologe.

## Werdegang
Wilkinson studierte am Downing College an der University of Cambridge Ägyptologie und schloss mit Auszeichnung (First Class Honours) ab; zudem erhielt er den Thomas-Mulvey-Preis der Universität. 1993 folgte der Ph.D.-Abschluss am Christ’s College der University of Cambridge, wo er von 1993 bis 1997 Lady Wallis Budge Junior Research Fellow war. Von 1997 bis 1999 war er als Leverhulme Special Research Fellow an der University of Durham tätig und kehrte dann nach Cambridge zurück, wo er seit 2003 Fellow am Clare College ist.
Wilkinson gilt als einer der wichtigsten englischen Ägyptologen seiner Generation und hat weltweit Vorträge gehalten. Er hat in Ägypten Ausgrabungen in Buto und Memphis unternommen und wurde einem breiten Publikum durch Auftritte in einer Reihe von Fernsehdokumentationen der BBC und des Channel 4 über Ägypten bekannt, so in der Reihe Horizon und Private Lives of the Pharaohs. Im Juli 2011 wurde er Leiter des International Strategy Office an der Universität Cambridge. Gegenwärtig lebt er in Suffolk.

## Schriften
- State Formation in Egypt: Chronology and Society. British Archaeological Reports (BAR) International, Cambridge 1996, ISBN 0-86054-838-4.
- Early Dynastic Egypt. Routledge, London 1999, ISBN 0-415-26011-6.
- Royal Annals of Ancient Egypt: the Palermo Stone and Its Associated Fragments. Kegan Paul, London 2000, ISBN 0-7103-0667-9.
- Genesis of the Pharaohs: Dramatic New Discoveries That Rewrite the Origins of Ancient Egypt. Thames & Hudson, London 2003, ISBN 0-500-05122-4.
- The Thames and Hudson Dictionary of Ancient Egypt. 2. Auflage, Thames & Hudson, London 2008, ISBN 0-500-20396-2.
- Lives of the Ancient Egyptians: Pharaohs, Queens, Courtiers and Commoners. Thames & Hudson, London 2007, ISBN 0-500-05148-8.
  - Deutsch: Who is Who im Alten Ägypten: Herrscher, Höflinge, Handwerker. Wissenschaftliche Buchgesellschaft (WBG), Darmstadt 2008, ISBN 978-3-8053-3917-9 (aus dem Englischen von Helmut Schareika).
- (Hrsg.:)The Egyptian World. Routledge, London 2009, ISBN 0-415-56295-3.
- The Rise and Fall of Ancient Egypt. Bloomsbury, London 2010, ISBN 0-553-38490-2.
  - Aufstieg und Fall des Alten Ägyptens: Die Geschichte einer geheimnisvollen Zivilisation vom 5. Jahrtausend v. Chr. bis Kleopatra. 3. Auflage, Pantheon-Verlag, München 2015, ISBN 978-3-570-55275-9 (aus dem Englischen von Enrico Heinemann und Karin Schuler).